# Blechnum articulatum
Blechnum articulatum är en kambräkenväxtart som först beskrevs av F. Muell., och fick sitt nu gällande namn av S.B.Andrews. Blechnum articulatum ingår i släktet Blechnum och familjen Blechnaceae. Inga underarter finns listade.

## Bildgalleri

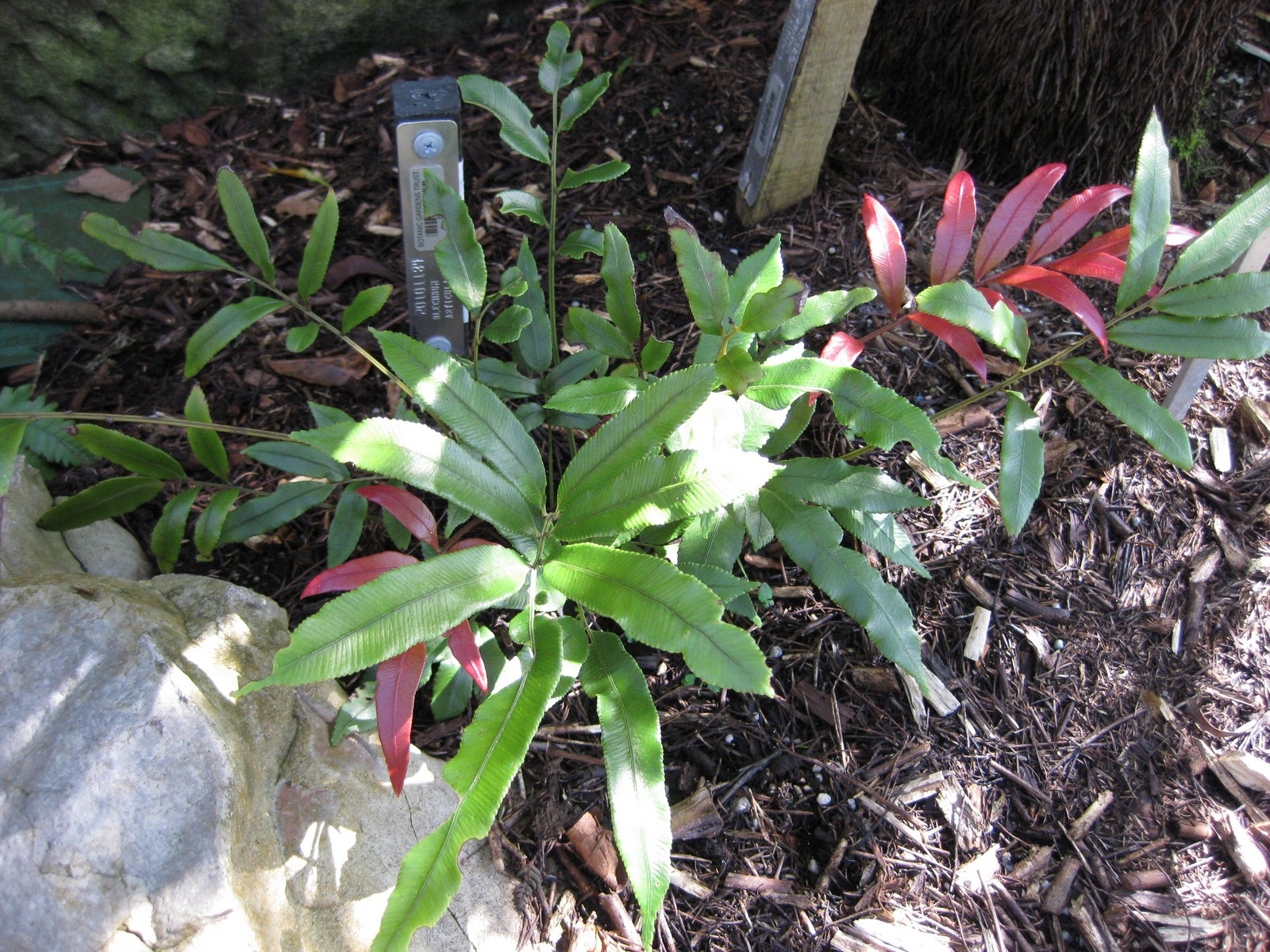